# Acacia dura
Acacia dura är en ärtväxtart som beskrevs av George Bentham. Acacia dura ingår i släktet akacior, och familjen ärtväxter. Inga underarter finns listade i Catalogue of Life.